# Bramhall
Bramhall – wieś w Anglii, w hrabstwie ceremonialnym Wielki Manchester, w dystrykcie metropolitalnym Stockport. Leży 13 km na południe od centrum miasta Manchester. Miejscowość liczy 25 506 mieszkańców.